# 競走車
競走車とは、オートレースの競走にのみ用いられる二輪車のことである。
かつては四輪車によるレースも行われていたが、現在は二輪車のみで行われているため、本項では二輪競走車に限定する。

## 特徴
フレームはダイヤモンドフレームの一種であるが、一般向けのオートバイのフレームと異なり、ボルト接合の部分が多く、分解整備が行いやすい。なお競走車のフレームは専門メーカーにより製作されている。用途が特殊過ぎて転用できないため市販車はない。
オーバルコースを反時計周りに周回し、車体を左へ40度から50度傾けた状態で走行する時間が長いことから、ハンドルは左側が高い左右非対称になっているが、これは競走車を傾けた時点でハンドルが水平になるようにするためである。フロントサスペンションは選手がスプリングフォークまたはオイルフォークのどちらかを選択して装備する。スプリングフォークはダンパーの併用も可能な規則になっている。リアサスペンションはリジットである。走行中に車体へ右膝を押し当てて安定を保つため、ガソリンタンクの下に膝当てが装着されている。
タイヤは2004年4月以降は、住友ゴム工業製ダンロップブランドのバイアスタイヤ、KR-73S を統一使用する。これはかつてのレース向けタイヤであり、オートレースでも1973年9月より統一タイヤとして使われていた KR73 をベースに、完全なオートレース専用仕様にしたもので、市販のタイヤと異なり外周部のゴムを増やしたためトレッド中央部が厚く、断面が三角形で2つの頂点がリムに嵌り辺が接地する極端な形状となっていて、車体を傾斜させたときに接地面積が広くなるように作られており、オーバルコースをより効率よく走行することができる。タイヤは左右対称かつ前後輪共用で、ある程度の使い回しにも対応している。かつては寒冷期用として、トレッドパターンは同じであるがコンパウンドが低い気温に対応した KR-73W を前輪に使用していたが、2015年2月に新型のタイヤが導入されたことに伴い使用を終了している。実際に選手が走行する際には、特に晴天時用のタイヤについて接地面をサンダーで削ることで、溝を浅くした上で走路を走らせ調整を行う。
ブレーキは装備していない。これは最高速度150キロメートル毎時（以降km/h）で車体同士が接近するオートレースにおいて、過度の減速は大事故に繋がりかねないためである。代わりに、スロットルグリップを一杯に戻すとキャブレターのスロットルバルブが全閉となり、通常のオートバイに比べずっと強力なエンジンブレーキが掛かることで減速を行う。また左足に鉄製の「スリッパ」を装着し、これを走路に擦り付けることでの減速も行う。
ギアは細かいギアチェンジをレース中に行う余裕がないことと軽量化のため、スタートから直線数十メートルまでのローと、最初のコーナーからゴールまで用いるワイドレンジのトップによる2速のみしか存在しない。セルモーターも軽量化のため搭載されず、エンジン始動時には他の選手等の助けを借りて押しがけを行う。
一台の価格は、エンジンアッセンブリー部分が約120万円、その他フレーム・タイヤ等も含めた完成車になると約200万円程度。一般への販売がそもそも行われていない上に、選手であっても新品の機材を購入できる時期が限られており（例えばエンジンは概ね2年に一度しか販売されない）、選手以外が車両を入手することは難しいが、競技で使われなくなった中古車が市場に出回ることは時折ある。

### エンジン
エンジン内部の整備は、整備違反（無許可の整備および不正改造）を防ぐために検査員とともに行う。
現在オートレースで使用されているエンジンは、「セア」（“Super Engine for Auto-Race”の略）と呼ばれるスズキ製のAR600またはAR500に限定されている。1993年10月1日のセア一斉乗り替え以前には、英国製のトライアンフ、エッチ・ケー・エス製のフジ、目黒製作所のメグロ、極東内燃機のキョクトー、村越製作所のトーヨーなどが使用されていた。マフラーについては、以前は消音器なしのものが使われていたが、近隣への騒音問題への配慮等から2009年より消音器内蔵のものに切り替えられたほか、2015年からはナイター・ミッドナイト開催にて巨大な消音器を持つ専用マフラーが使われている（詳細はセア#消音機導入を参照）。
原則として選手はオートレース選手養成所での訓練過程、並びにデビュー後約1年半の間はAR500（2級車）を使用し、その後AR600（1級車）に乗り替わる。通常1級車を使用できるようになった選手が2級車で競走に挑むことはないが、たまに普通開催で「2級車チャレンジ」などと題し、トップ選手があえて2級車を使って競走に参加する企画レースが組まれることがある。
2021年に発生したレース中の選手の死亡事故を受け、エンジン出力制限とコーナリングスピード低下の目的で吸気リストリクターの導入が検討されており、2022年よりテストが行われている。また環境保護の観点から、排出ガス低減のための開発なども進められている。

### 部品
競走車の整備の際は、多くの場合壊れたり劣化したりした部品の交換作業が発生するが、競走車の不正改造防止の観点から、交換用の部品は各オートレース場にある部品庫にあるもののみ使用可能で、外部からの部品持ち込みは認められていない。部品庫の運営は原則としてオートレース選手会が行う。
交換用部品については、最低生産ロット数等との兼ね合いからオートレース振興協会が特定のメーカーに一括発注し備蓄しており、協会は選手会からの発注に応じて各オートレース場の部品庫に納品する仕組みとなっている。また選手による整備が困難な一部の部品（オイルフォーク等）については、協会を通じて専門業者に整備を委託している。

## 歴史

### オートレース黎明期
1950年（昭和25年）、オートレースが誕生した当初はシリンダー数（気筒）と排気量（容積）によるエンジンの級別区分以外には確たる基準が無く、級別は二輪車に関しては1級車から9級車までが存在するなど雑多を極めていた。ただ排気量などに制限はあったものの、実質的にはほぼ自由に選択できる状況であったため、次第に国産、外車を問わず30にも及ぶメーカーのオートバイが乱立するという状況になった。外車ではハーレーダビッドソンやノートン、トライアンフなどが、国産ではメグロなどが主に使用された。なお今日とは異なりハンドブレーキを装着したマシンも多く存在していた。
しかし、これらの車両は大半が戦前に生産・輸入されたもので、性能は決して良くはなかった。また、燃料であるガソリンが満足に供給されなかったため、代用燃料としてアルコールや松根油を使用する車両があった。その結果、故障が頻発し、修理をしようにも部品そのものがなく、選手が手製の部品を制作して修理することが当然という状況に陥っていた。

### 規格車の制定
故障や事故が増えた結果、観客が減少し、安定した開催が実行できないほどの影響が生じ始めた。モータースポーツとして見るとき、事故が頻発するレースは面白みに欠けるものであった。
事態を重く見た各競走会は、それまで野放図に使用が許可されていた競走用オートバイの規格化を決定して、『規格車』が導入されることとなった。同時に、国産車よりも高性能な輸入車の確保にも乗り出した。結果、1950年当時から使用されていた競走車で規格化後も残ったのはトライアンフとメグロのみとなった。
また気筒と容積の区分も改定され、
- 1級車二気筒 - 650cc以上（上限なし）
- 1級車単気筒 - 600ccから618cc
- 2級車 - 512ccまで
- 3級車 - 359ccまで
- 4級車 - 259ccまで

となった。4級車は全場舗装化後に、3級車は1985年の19期生のデビュー時に、1級車単気筒は1993年のセア一斉乗り換え時にそれぞれ廃止となったが、1級車と2級車は現在でも存続している。

### 名車『JAPエキセルシャー』
1954年（昭和29年）、業界団体による輸入車としてスピードウェイレーサーの『J.A.P. Excelsior Mark2 model』という車両がイギリスより導入される。エクセルシオール製のフレームに J.A.プレストウィッチ（en:JA Prestwich Industries）製のエンジンを搭載したこのオートバイは、オートレース競走車の世界に新たな旋風を巻き起こし、後に“エクセルシオール”も英語読みして『JAPエキセルシャー』と呼ばれるようになった。
『JAPエキセルシャー』の特筆すべき点は、製造者名にちなみ「エキセルフレーム」と呼ばれたフレームの構造にあった。ダイヤモンドフレームの一種であるこのフレームは、その堅牢な構造もさることながら、スピードウェイ同様にダートトラック中心であったオートレースのレーススタイルに非常に良く適合したのである。フレームのみならずエンジンも優秀で、西方義治（期前・昭和25年度登録。元川口オートレース場所属）選手がこの『JAPエキセルシャー』で第1回開設記念グランプリ（川口オートレース場・現在のGI競走）を制するなど十分な実績を誇った。
しかし『JAPエキセルシャー』のエンジンはアルコール燃料を使用するものだったため、オクタン価を誤るとエンジンがすぐに焼き付いてしまい、使用不能になってしまうという欠点があった。その後、次第にガソリンに対応したコピー部品やコピーエンジンが国内で生産され、新たに「国産JAP」という呼称でデビューする。またフレームも「エキセルフレーム」を元に統一規格のフレームが開発されることになり、後に舗装路へ完全移行した後もエキセルフレームをベースに現行のフレームが開発され現在まで使用されることになる。
こうして輸入された原型の『JAPエキセルシャー』だけでなく、エンジンを改良した「国産JAP」もエンジンそのものの載せ替えにより減少していき、そして『JAPエキセルシャー』も「国産JAP」も、全オートレース場が完全舗装化された直後に姿を消した。

### 一人一車制度の制定
かつては、オートレースでも二回乗りが認められていた。そのため、選手は数多くの競走車を保有していた。ただ、二回乗りには規制があり、同級別の二回乗りは認められていなかった。従って、複数級別の競走車を保有する必要があった。
この制度は選手にとっては金銭的にも肉体的にも負担が大きかった。遠征時などには二台の競走車を運搬する必要があったため、その維持管理に掛かる費用が膨大だったのである。また、現在の競走車とは比較にならないほど振動が強く、二回乗りによって腰痛を患う選手が続出してしまった。
こうした点を踏まえ、1975年（昭和50年）4月1日、一人一車制が施行された。この制度は、各開催時に予め自己の所有する競走車を一台のみ登録し、その競走車のみによってレースを行うことを原則とするものであり、現在も存続している。但し、開催期間中の事故等で登録した競走車が使用不可能となった場合はこの限りではない。

### 電動化構想
2013年、オートレース振興協会（オートレースの技術開発団体）は競走車の電動（EV）化について検討を始め、統括団体のJKAと共同で設計仕様書を公開した。これによると電動機を車載した状態で現行のセアエンジンと同等の走行性能を持つものを開発する方針となっていた。なおEV化については「周辺への騒音問題などを含めた解決を目指す」ともしている。
しかし2015年、一般市販車による競走使用を検討していることや、セアエンジンがナイター対応マフラー使用による大幅な騒音削減を実証したことから、一般市販車のEV化進捗を待って検討する方が得策との結論に至ったとして、この時点で電動競技専用車の開発を断念した。

## 競走車呼名
競走車の場合、車名とは即ちエンジンの名称のことを指す。しかし、名のみでは判別に支障が出るため、各選手が自身の競走車に独自の愛称を付けている。この名称を競走車呼名という。呼名はカタカナ/アラビア数字/アルファベットを組み合わせて7文字以内（但し、アルファベットのみの表記は不可）と定められている。競走馬名ほど基準は厳しいものではなく、社会通念上著しく俗悪なものでもない限りは各選手の自由である。
かつては出走表や専門紙などでは選手名よりも先にこの競走車呼名が記載されていた。また、テレビ中継の実況でも呼名を呼ぶことが多く、正しく「代名詞」となっていた。最近でも2009年2月17日の飯塚オートレース場第9Rで出走全員が田中姓という「田中選抜」なる企画レースが実施された際には、実況の煩雑さからアナウンサーは車体名を多用しながら実況を行っている。